# 大巴多夫
大巴多夫是德国巴伐利亚州的一个市镇。总面积16.54平方公里，总人口909人，其中男性475人，女性434人（2011年12月31日），人口密度55人/平方公里。